# Merel Witteveen
Merel Witteveen (Leiden, 12 mei 1985) is een voormalig Nederlands zeilster. Op tienjarige leeftijd begon ze met zeilen, en op veertienjarige leeftijd nam ze voor het eerst deel aan de Europese Kampioenschappen. 
Op de Olympische Spelen van 2008 in Peking won ze zilver in de Ynglingklasse, samen met Annemieke Bes en Mandy Mulder. Witteveen's positie was daarbij op het voordek. Voor het veroveren van deze medaille ontving het trio in dat jaar de Conny van Rietschoten Trofee. Voor haar plaatsing voor de Ynglingklasse zeilde ze met Lisa Westerhof voor een ticket voor de spelen in de 470-klasse.
In 2009 stapte ze over naar het matchracen in de Elliott 6m-klasse, waarin ze een team vormde met Mandy Mulder en Annemiek Bekkering. De doelstelling was deelname aan de  Olympische Spelen van 2012 in Londen. Echter, in een rechtstreeks selectieduel in mei 2012 met het trio Renée Groeneveld, Annemieke Bes en Marcelien de Koning werden ze uitgeschakeld. In 2012 stopte ze als professioneel zeilster.
Witteveen behaalde haar bachelor aan de Universiteit van Amsterdam in de Natuur- en Sterrenkunde, en voltooide haar master 'Meteorology, physical oceanography and climate' aan de Universiteit Utrecht. Ze is aangesloten bij Koninklijke Roei- en Zeilvereniging de Maas in Rotterdam.